# شورت گپ (ویرجینیای غربی)
شورت گپ (به انگلیسی: Short Gap) یک منطقهٔ مسکونی در ایالات متحده آمریکا است که در شهرستان مینرال، ویرجینیای غربی واقع شده‌است.